# Liga Nacional (béisbol)
La  Liga Nacional es la organización oficialmente llamada Liga Nacional de Clubes de Béisbol Profesional (National League of Professional Baseball Clubs), la más antigua (fundada el 2 de febrero de 1876) de las dos ligas que constituyen las Grandes Ligas de Béisbol (la otra de liga mayor es la Liga Americana). A partir de la temporada de 1903, los campeones de la serie regular de ambas ligas se han enfrentado en la Serie Mundial (la serie no se jugó ni en 1904 ni en 1994).
La Liga Nacional en 1876 consistía de ocho equipos, seis de los cuales fueron miembros previos de la desaparecida Asociación Nacional (National Association). De los equipos originales solo sobreviven los Chicago Cubs y los Atlanta Braves, aunque en aquel entonces eran conocidos como los White Stockings y los Red Caps.
La Liga Nacional también se le conoce como el Viejo Circuito, debido a que es 25 años más vieja que la Liga Americana. Es una liga considerada más tradicional, la cual hasta 2022 nunca adoptó la regla del bateador designado (como sí lo hizo la Liga Americana en los años 1970). Esto significa que el papel del mánager es más importante en comparación con la Liga Americana y existen menos cuadrangulares y grandes jugadas ofensivas, debido a la presencia del pitcher en la alineación para batear, aunque esto no siempre es el caso.
El ganador de la Serie de Campeonato de la Liga Nacional obtiene el banderín de la Liga Nacional y con ello el derecho para disputar la Serie Mundial.
Hasta la temporada 2024 los equipos de la Liga Nacional han obtenido 52 ediciones de la Serie Mundial, el último obtenido por los Dodgers en la temporada 2024.

## Equipos originales
La Liga Nacional se fundó en 1876 con ocho equipos:
- Boston Red Stockings (Actuales Atlanta Braves)
- Chicago White Stockings (Actuales Chicago Cubs)
- Cincinnati Red Stockings (Actuales Cincinnati Reds)
- Philadelphia Athletics (Activos desde 1860–1876)
- Hartford Dark Blue (Activos desde 1874-1877)
- Louisville Grays (Activos desde 1876-1877)
- Mutual of New York (Activos en 1857-1876)
- St. Louis Brown Stocking (Activos desde 1875-1877)

De estos equipos, solo los actuales Chicago Cubs (cachorros) y los Atlanta Braves tienen una continuidad directa y han mantenido su presencia en la Liga Nacional hasta hoy, aunque el equipo de los Braves ha cambiado de ciudad varias veces. Los Cincinnati Red Stockings, quienes fueron uno de los equipos fundadores, fueron fundados en 1869 y años después de fundar la liga, en 1880 se disolvieron por falta de recursos financieros. Sin embargo, en 1881 se fundaron los actuales Cincinnati Reds, y para rendirle homenaje al equipo anterior, tomaron el nombre del equipo anterior y lo acortaron a Reds

## Historia
La Liga Nacional se fundó en 1876 y tuvo numerosos cambios de equipos en sus primeros años. Desde 1900 hasta 1952 contó con ocho equipos en Boston, Chicago, Cincinnati, Filadelfia, Nueva York (Brooklyn Dodgers y New York Giants), Pittsburgh y St. Louis.
En 1953 los Boston Braves se mudaron a Milwaukee. En 1958 los Brooklyn Dodgers y los New York Giants se mudaron a Los Ángeles y San Francisco respectivamente. En 1962 se incorporaron los New York Mets y los Houston Colts, luego los Houston Astros, como equipos de expansíon. Los Milwaukee Braves se mudaron a Atlanta en 1966. En 1969 se agregaron otros dos equipos en Montreal (Expos), luego los Washington Nationals y San Diego.
En 1993, a la Liga Nacional se sumaron equipos en Denver (Colorado Rockies) y Miami (Florida Marlins, hoy Miami Marlins), y luego en Phoenix (Arizona Diamondbacks) en 1998. También en 1998, los Milwaukee Brewers se mudaron de la Liga Americana a la Liga Nacional. En 2005 los Montreal Expos se mudaron a Washington y se convirtieron en los Washington Nationals, por lo cual desde entonces todos los equipos juegan en suelo estadounidense. Luego, en 2013, los Houston Astros pasan de la Liga Nacional a la Liga Americana.

## Postemporada
Hasta 1968, la Liga Nacional se jugaba con un formato de división única, y el mejor equipo de la temporada regular clasificaba a la Serie Mundial. Cuando la liga se amplió a 12 equipos en 1969, ambas ligas adoptaron un formato de dos divisiones de seis equipos (Este y Oeste). Por tanto, a partir de dicha temporada, el mejor equipo de las dos divisiones avanzaban a la Serie de Campeonato, jugada a cinco partidos, y el campeón avanzaba a la Serie Mundial.
En 1985 comenzó a jugarse a siete partidos. En 1994, las ligas adoptaron un formato tres divisiones (Este, Oeste y Central), y una postemporada de cuatro equipos. Los campeones de las tres divisiones, más el cuarto mejor equipo de la liga, jugaban la Serie Divisional. Los dos ganadores avanzaban a la Serie de Campeonato, y el campeón de liga avanzaba a la Serie Mundial.
En 2012, la postemporada se amplió a cinco equipos. Los tres campeones de división clasifican a la Serie Divisional. En tanto, el cuarto y quinto mejor equipo de la liga juegan un repechaje a partido único, y el ganador avanza a la Serie Divisional.
Desde la temporada 2022 seis equipos clasifican a postemporada, cuatro de ellos ingresan en la ronda comodín de la postemporada, el campeón de división con menor récord y tres wildcard, está ronda se define al mejor de tres encuentros, mientras que en la serie divisional ingresan los dos campeones de división con mejor récord.

## Equipos

### División Este
- Atlanta Braves
- Miami Marlins
- New York Mets
- Philadelphia Phillies
- Washington Nationals

### División Central
- Chicago Cubs
- Cincinnati Reds
- Milwaukee Brewers
- Pittsburgh Pirates
- St. Louis Cardinals

### División Oeste
- Arizona Diamondbacks
- Colorado Rockies
- Los Angeles Dodgers
- San Diego Padres
- San Francisco Giants

## Resultados por equipo
Estadísticas actualizadas hasta la temporada 2024.
| Equipo                | Títulos de liga | Apariciones en postemporada | Campeonatos |
| --------------------- | --------------- | --------------------------- | --- |
| Los Angeles Dodgers   | 25              | 38                          | 1890, 1899, 1900, 1916, 1920, 1941, 1947, 1949, 1952, 1953, 1955, 1956, 1959, 1963, 1965, 1966, 1974, 1977, 1978, 1981, 1988, 2017, 2018, 2020, 2024. |
| San Francisco Giants  | 23              | 27                          | 1888, 1889, 1904, 1905, 1911, 1912, 1913, 1917, 1921, 1922, 1923, 1924, 1933, 1936, 1937, 1951, 1954, 1962, 1989, 2002, 2010, 2012, 2014.             |
| St. Louis Cardinals   | 19              | 32                          | 1926, 1928, 1930, 1931, 1934, 1942, 1943, 1944, 1946, 1964, 1967, 1968, 1982, 1985, 1987, 2004, 2006, 2011, 2013.                                     |
| Atlanta Braves        | 18              | 30                          | 1877, 1878, 1883, 1891, 1892, 1893, 1897, 1898, 1914, 1948, 1957, 1958, 1991, 1992, 1995, 1996, 1999, 2021.                                           |
| Chicago Cubs          | 17              | 21                          | 1876, 1880, 1881, 1882, 1885, 1886, 1906, 1907, 1908, 1910, 1918, 1929, 1932, 1935, 1938, 1945, 2016.                                                 |
| Pittsburgh Pirates    | 9               | 17                          | 1901, 1902, 1903, 1909, 1925, 1927, 1960, 1971, 1979.                                                                                                 |
| Cincinnati Reds       | 9               | 16                          | 1919, 1939, 1940, 1961, 1970, 1972, 1975, 1976, 1990.                                                                                                 |
| Philadelphia Phillies | 8               | 17                          | 1915, 1950, 1980, 1983, 1993, 2008, 2009, 2022. |
| New York Mets         | 5               | 11                          | 1969, 1973, 1986, 2000, 2015. |
| Baltimore Orioles     | 3               | 0                           | 1894, 1895, 1896. |
| San Diego Padres      | 2               | 8                           | 1984, 1998. |
| Arizona Diamondbacks  | 2               | 7                           | 2001, 2023. |
| Miami Marlins         | 2               | 4                           | 1997, 2003. |
| Providence Grays      | 2               | 0                           | 1879, 1884. |
| Houston Astros        | 1               | 9                           | 2005. |
| Colorado Rockies      | 1               | 5                           | 2007. |
| Washington Nationals  | 1               | 6                           | 2019. |
| Detroit Wolverines    | 1               | 0                           | 1887. |
| Milwaukee Brewers     | 0               | 9                           | |